# بيل غودارد
بيل غودارد (بالإنجليزية: Bill Goddard)‏ هو لاعب كرة قدم أسترالية أسترالي، ولد في 24 فبراير 1880 في Corop, Victoria ‏ في أستراليا، وتوفي في 26 أغسطس 1939 في Fremantle (suburb) ‏ في أستراليا.

## وصلات خارجية
- بيل غودارد على موقع AustralianFootball.com (الإنجليزية)
- بيل غودارد على موقع AFLtables.com (الإنجليزية)